# Escola Tècnica Superior d'Enginyeria de Telecomunicació de Barcelona
L'Escola Tècnica Superior d'Enginyeria de Telecomunicació de Barcelona, també coneguda amb el nom de UPC Telecos o pel seu acrònim ETSETB, és un centre universitari públic de la Universitat Politècnica de Catalunya, creat l'any 1971. Està ubicada al Campus Nord de Barcelona.

## Història
La seva inauguració va tenir lloc el 23 de novembre de 1971. Aquest primer any es van impartir els dos primers cursos del pla 64 dels estudis d' Enginyeria de Telecomunicació a Terrassa, en un edifici ubicat al 331 de la Rambla d'Ègara, dins l'Escola de Mestratge Industrial. Amb el pas dels anys i gràcies al gran increment d'estudiants, les instal·lacions es van estendre fins a l'Escola d'Enginyeria Industrial i la d'Enginyeria Tècnica Industrial de la mateixa localitat.
L'estiu de 1974 es trasllada a Barcelona, al carrer Sant Pere més baix, a un edifici cedit per la Diputació de Barcelona, que actualment acull el Centre de Cultura de les Dones Francesca Bonnemaison. Després d'uns anys, i amb l'augment continuat d'estudiants, el 1978, es trasllada a un edifici provisional del Campus Nord, ubicat darrera del Palau de Pedralbes. Finalment, es va ubicar edificis actuals, un cop finalitzades les obres, entre 1992 i 1994. El 1996 va complir 25 anys, i va estrenar el lema undatim intextu nodat, en llatí. En aquell moment es titulaven uns 350 enginyers l'any i comptaven amb una plantilla d'uns 240 professors.
El 2021 va celebrar els 50 anys amb diverses activitats, informant que tenien 8173 titulats, i que oferien 4 graus, 9 màsters i 7 programes de doctorat. Des de juny de 2023 la seva directora és Alba Pagès Zamora, en substitució de Josep Pegueroles.

## Titulacions
A 2024 l'escola ofereix diversos graus en l'àmbit TIC: Enginyeria de Tecnologies i Serveis de Telecomunicació, Enginyeria Electrònica, Enginyeria Física i Ciència i Enginyeria de Dades. També ofereix diversos màsters de telecomunicacions, enginyeria electrònica o ciberseguretat, visió per computador o tecnologies quàntiques, entre d'altres àmbits.

## Directors
Llista dels directors de l'Escola:
1. Ricardo Valle Sánchez (1971-1977)[7][8]
2. Antonio Alabau Muñoz (1977-1978)
3. Jesús Galván Ruiz (1979-1981)
4. Luís M. Castañer Muñoz (1981-1983)
5. Jose B. Mariño Acebal (1983-1986)
6. Gabriel Junyent Giralt (1986-1989)
7. Lluís Jofre Roca (1989-1994)
8. Antoni Elías Fusté (1994-2000)
9. Juan A. Fernández Rubio (2000-2006)
10. Elisa Sayrol Clols (2006-2012)
11. Ferran Marqués Acosta (2012-2019)
12. Josep Pegueroles Vallés (2019-2023)[9]
13. Alba Pagès Zamora (2023- avui)[6]